# Leocrates djangkarensis
Leocrates djangkarensis är en ringmaskart som beskrevs av Augener och Pettibone in Pettibone 1970. Leocrates djangkarensis ingår i släktet Leocrates och familjen Hesionidae. Inga underarter finns listade i Catalogue of Life.